# Baroniet Adelersborg
Baroniet Adelersborg er et dansk baroni oprettet 15. december 1843 for Bertha Henriette Frederikke Løvenskiold og Georg Frederik Otto Zytphen-Adeler af hovedgårdene Dragsholm og Dønnerup. Baroniet blev opløst i 1921 som følge af lensafløsningen i 1919.

## Besiddere af lenet
- (1843-1878) Georg Frederik Otto Zytphen-Adeler
- (1878-1908) Frederik Herman Christian de Falsen Zytphen-Adeler
- (1908-1921) Georg Frederik de Falsen Zytphen-Adeler